# Književnost u 1719.
◄◄ | ◄ | 1716. | 1717. | 1718. | 1719.  | 1720. | 1721. | 1722. | ► | ►►
Arhitektura • Astronomija • Biologija • Glazba • Kazalište • Kemija • Kiparstvo • Knjige • Književnost • Kršćanstvo • Medicina • Politika • Pravo • Promet • Slikarstvo • Znanost
Književnost u 1719.

## Hrvatska i u Hrvata

### Smrti
- 16. siječnja – Petar Kanavelić, hrvatski pjesnik, epski i dramski pisac (* 1637.)

## Vanjske poveznice
|  | Zajednički poslužitelj ima još gradiva o temi Književnost u 1719. |